# Edílson Pereira de Carvalho
Edílson Pereira de Carvalho (Jacareí, 4 de agosto de 1962) é um ex-árbitro de futebol brasileiro que pertenceu aos quadros da FIFA. O árbitro ficou protagonizado por participar de um movimento criminoso que interferia em partidas, chamado Máfia do Apito.

## Biografia
Quando jovem, tentou se tornar um jogador de futebol fazendo um teste no São José Esporte Clube, mas não foi aprovado.
Em 1991, ele iniciou a carreira de árbitro. Três anos depois ele apitou seu primeiro jogo profissional pelo Campeonato Paulista de Futebol.
Tornou-se árbitro internacional em 2000, por indicação de Armando Marques, então presidente da Comissão de Arbitragem da Confederação Brasileira de Futebol, em substituição ao árbitro Dacildo Mourão. Apitou em importantes competições como o Campeonato Brasileiro, Campeonato Paulista e torneios internacionais, como a Copa Libertadores e a Copa Sul-americana, sem nunca, porém, chegar a uma Copa do Mundo.
Entre os jogos mais importantes de que participou estão as duas partidas das semifinais da Copa Libertadores da América de 2000 entre Corinthians e Palmeiras.
Religioso, antes de cada jogo ele sempre seguia o mesmo ritual: levantava seus cartões (amarelo e vermelho), que eram personalizadas com a inscrição Deus é Fiel, e rezava no centro do campo. Separado da mulher, tem uma filha e atualmente mora em Jacareí, São Paulo.

## Escândalos
Em 2003, sofreu acusações de submeter a Federação Paulista de Futebol um falso comprovante de conclusão do ensino médio, requisito básico para qualquer um tornar-se árbitro no país. A acusação nunca foi confirmada pela Federação.
Em 2005, ele foi acusado de insultar os jogadores argentinos Sebá e Carlitos Tévez, durante uma partida entre São Paulo e Corinthians.
Figura central do escândalo da Máfia do Apito em 2005, foi acusado de receber entre dez e quinze mil reais fixos por jogo, fato que levou a Confederação Brasileira de Futebol a anular onze partidas por ele apitadas, e a determinar que essas partidas fossem novamente realizadas. Edilson Pereira de Carvalho foi preso temporariamente por cinco dias e suspenso em 24 de setembro de 2005, e posteriormente banido do futebol.
No auge do escândalo, Edílson começou a cobrar R$ 15 mil para conceder entrevista exclusivas após sua prisão. Nas muitas entrevistas, Edílson afirmaria que pessoas ligadas à Federação Paulista de Futebol sempre procuravam os árbitros para pedir para eles favorecerem determinadas equipes grandes do futebol paulista. Acusou Armando Marques, ex-presidente da Comissão Nacional de Arbitragem, de lhe pressionar para ajudar o Flamengo em um jogo contra o Juventude, em Caxias do Sul, pela Copa do Brasil de 2001. Edílson ainda acusaria Reinaldo Carneiro Bastos, vice-presidente da Federação Paulista de Futebol, e o próprio Armando Marques, de ter lhe pedido para que tentasse manipular outros resultados. Edilson citou cinco partidas: Flamengo x Juventude (2001), Nacional x Boca Juniors (Mercosul, 2001), Santos x São Caetano (2004), Corinthians x Portuguesa Santista (2005) e Mogi Mirim x Santos (2005).
Edílson foi acusado de fraude, conspiração e crimes contra a economia. Em sua defesa alegou que só chegou a tal atitude em razão de não ter como honrar uma dívida que possuía no valor de quarenta mil reais.
Ao todo, Edílson recebeu aproximadamente R$ 70 mil. Em 2024, Edílson revelou torcer para o Corinthians. Apesar disso, afirmou nunca ter favorecido o clube em nenhuma ocasião, seja no profissional ou nas categorias de base.